# Церковь Карапи Святого Георгия (Клдисубани)
Церковь Карапи Святого Георгия  (груз. კლდისუბნის წმ. გიორგის ეკლესია, арм. Քարափի Սուրբ Գևորգ եկեղեցի) — церковь в одном из старейших районов Тбилиси, Клдисубани. До 1991 года принадлежала Армянской Апостольской церкви, а с 1991 передана Грузинской Православной. С северо-восточной стороны к церкви от улицы Гоми поднимается каменная лестница. Церковь расположена близ другой бывшей армянской церкви Петхаинской церкви Св.Богородицы

## История

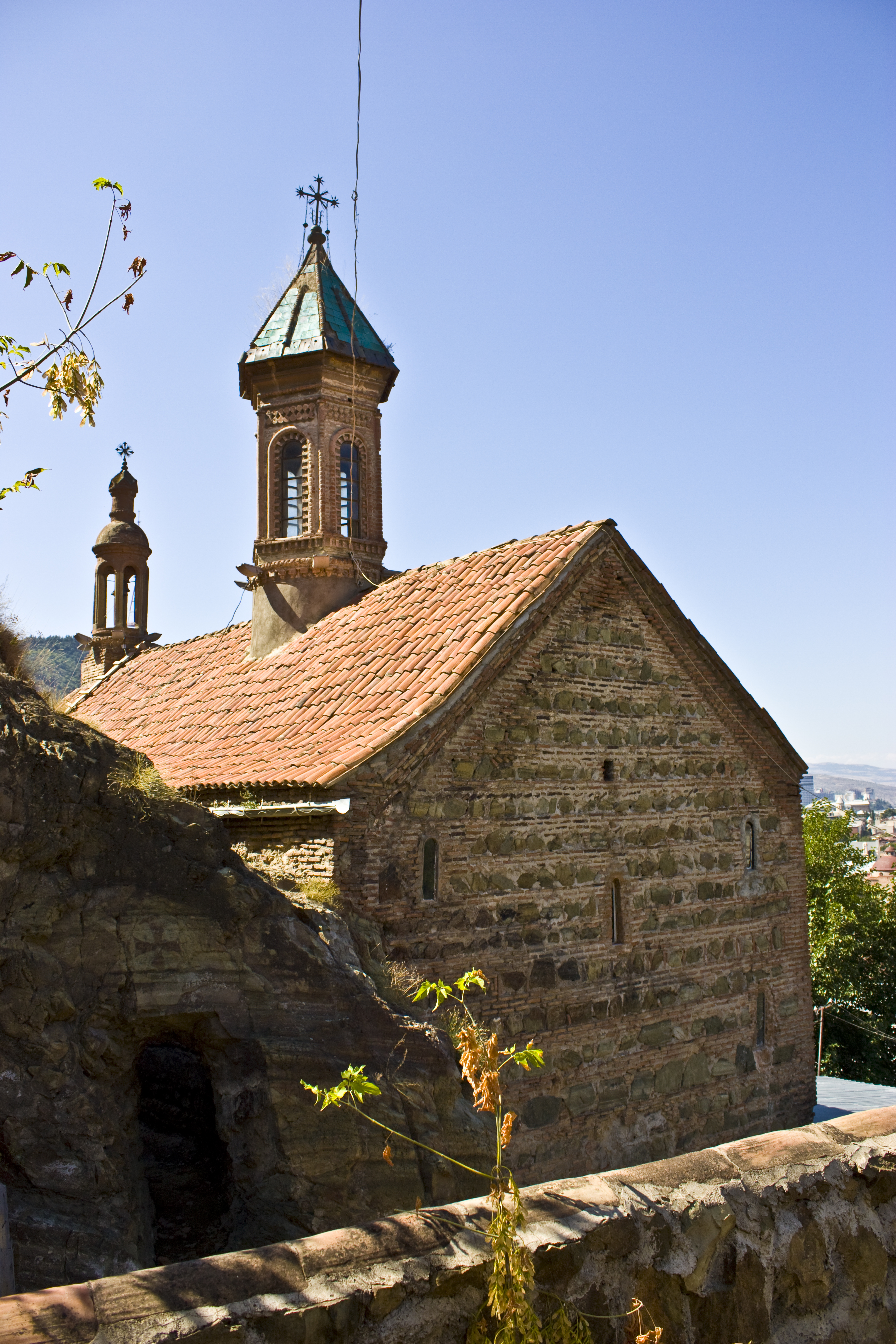
Вид на фасад Церкви из внутреннего дворика. Над проходом, вырубленным в скале виден Болнисский крест.

Согласно данным «Кавказского календаря» на 1847 год, армянская церковь Св. Геворка была построена в 1600 году. Здание было построено на средства Петроса Зохрабяна и его супруги Лалиты. А в XIX веке храм капитально отремонтировали, также построив колокольню и купол. На эту реставрацию указывают встроенные в камень слои кирпича. В этот же период на фасадах храма были выложены кирпичом крест и строй ромбов.
В 1735 году, на карте царевича Вахушти, у западной части церкви, возле входа указана колокольня. 
В начале XX века к северному фасаду церкви незаконно были пристроены жилые помещения, а в советское время здание церкви заняли кукольная и лакировочная мастерская, позже в церкви расположилась голубятня
Собор Святого Георгия принадлежит Грузинской православной церкви.
Стараниями Грузинской Православной Церкви Церковь святого Георгия в Клдисубани была обновлена и заново освящена 23 ноября 1991 года. С 2002 года в церкви проходят реставрационные работы. Церковь была укреплена, очищена, был восстановлен сад.

## Фотогалерея

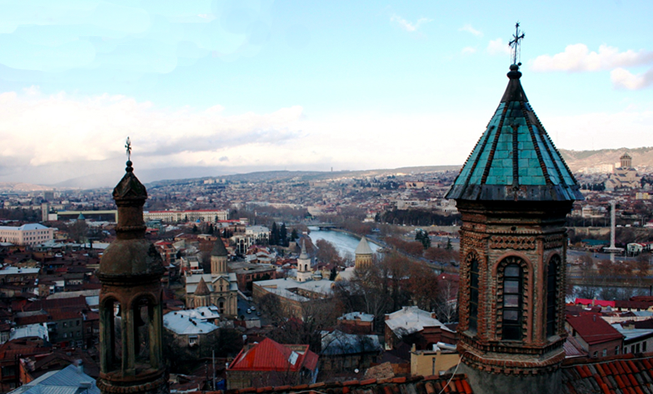
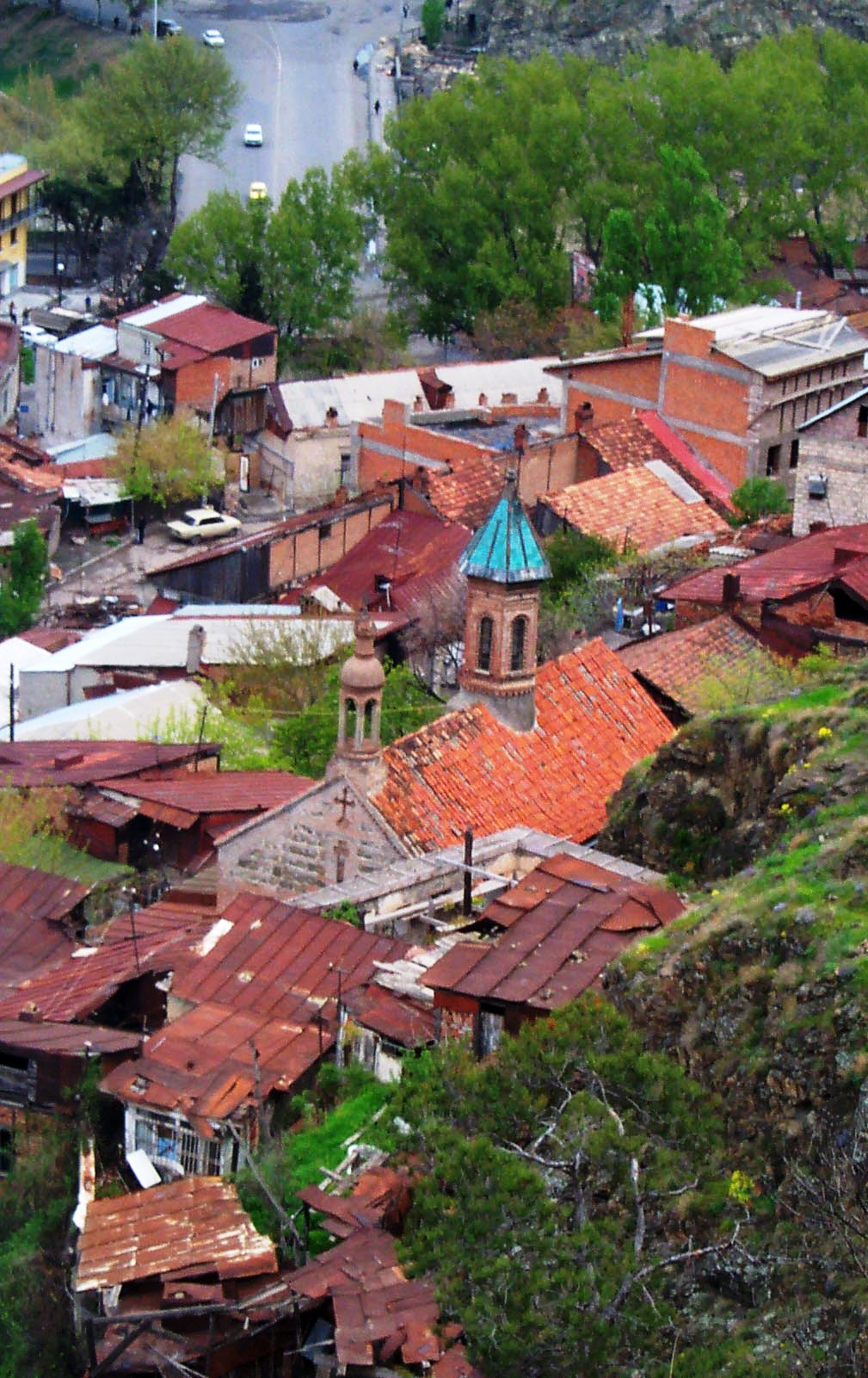
Вид на церковь Св. Георгия с цитадели
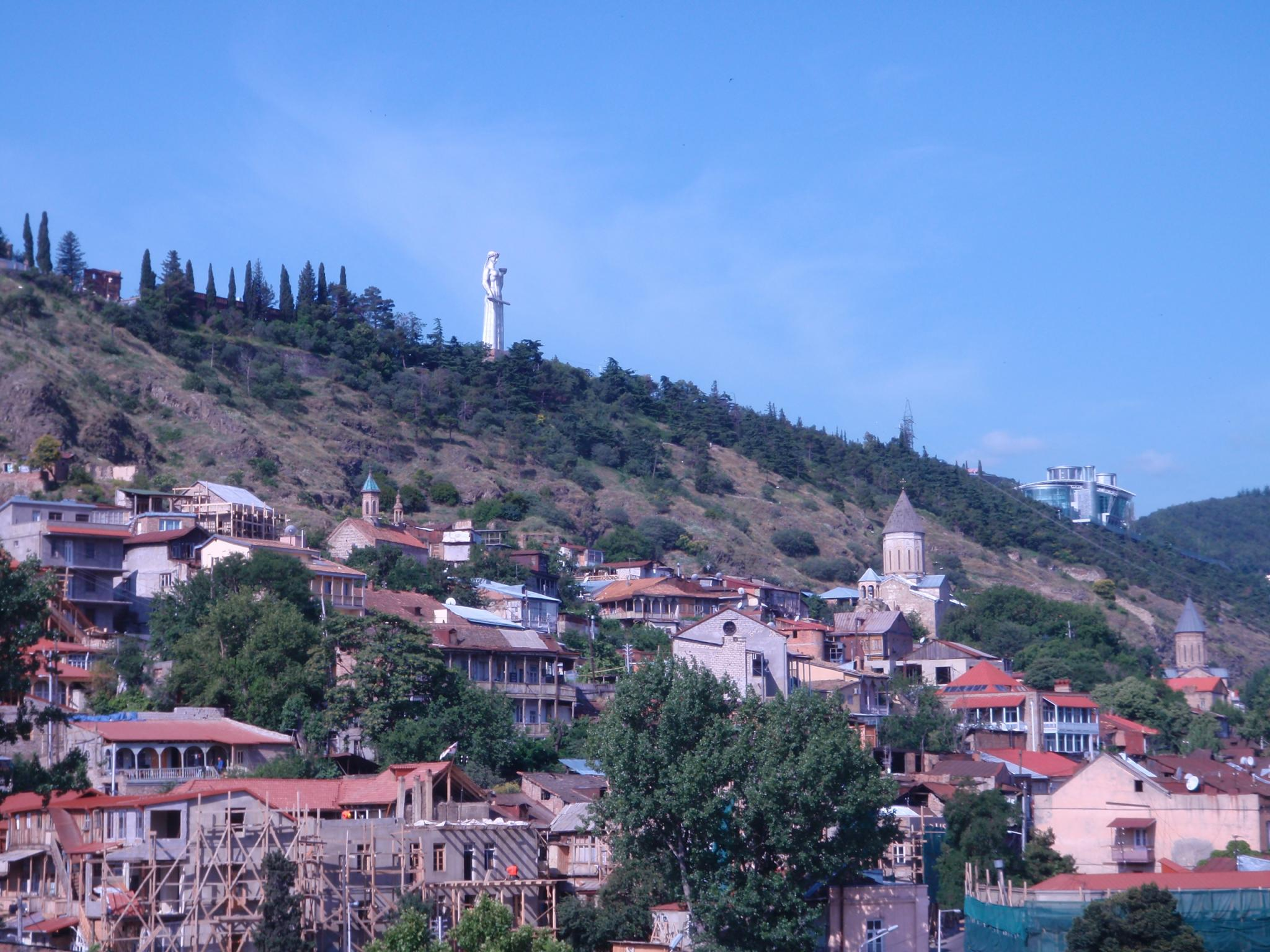
Вид на церковь Св. Георгия и две другие церкви Старого Тбилиси